# 艾德林根
艾德林根是德国巴登-符腾堡州的一个市镇。总面积26.56平方公里，总人口9058人，其中男性4478人，女性4580人（2011年12月31日），人口密度341人/平方公里。